# Ima (plante)
Ima est le nom égyptien d'une plante dont on extrayait une huile aromatique, utilisée notamment comme produit commercial très prisé dès les premiers temps de l'Égypte antique.
La plante à partir de laquelle l'huile était extraite n'est pas claire. Il pourrait s'agir d'un câprier ou peut-être d'un nerprun. Pour cette huile, des rois comme Sémerkhet (Ire dynastie) ont envoyé des expéditions jusqu'au Rétjénou. Dans sa tombe près d'Abydos, on a retrouvé des récipients portant l'inscription correspondante.